# Vado Real
Vado Real es un centro poblado del municipio de Suaita, ubicado al sur del departamento de Santander en el territorio de la Hoya del río Suárez. En sus inicios fue un vado, sitio de cruce para la gente de Chitaraque, Oiba y Gámbita vía Tunja y Bogotá. A cambio del vado construyeron un puente y la gente ubicó sus viviendas en el sitio, de ahí surge el centro poblado que hoy existe. Tras ser reorientada la antigua carretera Bogotá-Bucaramanga, Vado Real pasó a ser el punto de encuentro del municipio de Suaita y el centro poblado de San José de Suaita, con las que comparte un régimen administrativo similar, es uno de los cuatro centros poblados del municipio de Suaita, su economía está basada en los cultivos de caña de azúcar, ganadería, y comercio.
El 27 de enero de 1959, Vado Real fue constituido legalmente como centro poblado del Municipio de Suaita por iniciativa del señor Carlos Rafael González Martínez, fundador del antiguo caserío y líder y vocero político del mismo.

## Veredas
- Josef I y II
- Simeon
- Tres Esquinas
- Poleo Alto
- Poleo Bajo

## Cultivos y economía
- Caña de azúcar
- Café
- Ganado

## Servicios
- Acueducto
- Alcantarillado
- Energía Eléctrica
- Gas Natural
- Telefonía e internet móvil